# Paul Breyne

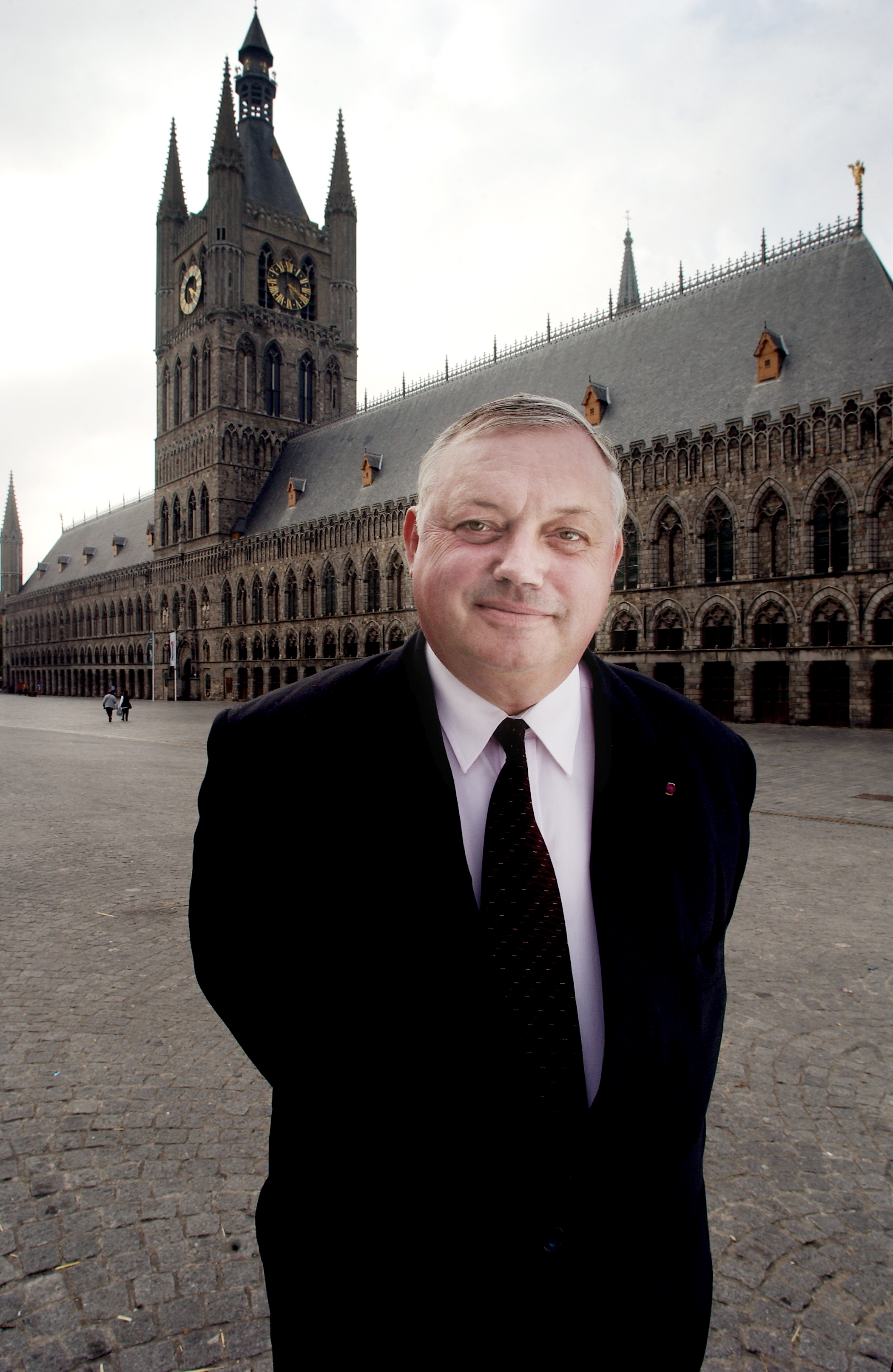
Paul Breyne op de Grote Markt van Ieper.

Paul J. G. Breyne (Ieper, 10 januari 1947) is een voormalig Belgisch politicus voor CD&V. Hij was gouverneur van de Vlaamse provincie West-Vlaanderen van 1 juni 1997 tot 1 februari 2012.

## Levensloop
Breyne groeide op in Ieper, in het slagersgezin van Gerard Breyne en Marie-Louise Christiaens met drie broers Pierre, Jan en Toon. In 1982, toen hij vijfendertig was, huwde hij met Anne Bulcke. Ze gingen wonen in de voormalige pastorie van Voormezele, een deelgemeente van Ieper, en kregen vijf kinderen.
Breyne doorliep de oude humaniora aan het Sint-Vincentiuscollege in Ieper en studeerde rechten, politieke en sociale wetenschappen aan de Katholieke Universiteit Leuven. In januari 1969 trad hij in dienst bij de studiediensten van het ACW. In 1971 werd hij lid van het nationaal bureau van de CVP. In 1975 werd hij kabinetsmedewerker bij de minister van Openbare Werken Jos De Saeger en in 1977 bij diens opvolger Jos Chabert.
In 1977 was hij kandidaat op de lijst voor de wetgevende verkiezingen (CVP-lijst arrondissement Ieper) en toen er het jaar daarop opnieuw verkiezingen waren, voerde hij de lijst in het arrondissement aan en werd hij verkozen als lid van de Kamer van volksvertegenwoordigers. Hij bleef volksvertegenwoordiger tot aan zijn gouverneurschap in 1997. In de Kamer was hij van 1985 tot 1988 en van 1991 tot 1993 secretaris en van 1993 tot 1997 quaestor.
In de periode januari 1979-oktober 1980 zetelde hij als gevolg van het toen bestaande dubbelmandaat ook in de Cultuurraad voor de Nederlandse Cultuurgemeenschap, die op 7 december 1971 werd geïnstalleerd. Vanaf 21 oktober 1980 tot mei 1995 was hij lid van de Vlaamse Raad, de opvolger van de Cultuurraad en de voorloper van het huidige Vlaams Parlement.

## Schepen, minister en burgemeester
In 1976 werd Breyne actief in de Ieperse gemeentepolitiek en in oktober van dat jaar werd hij gemeenteraadslid. Van 1977 tot 1982 was hij schepen van Ieper. In 1982 voerde hij de lijst van zijn partij aan. Een cumulverbod binnen de partij verhinderde dat hij burgemeester werd. Vanaf 1985 was de latere Vlaamse minister-president en federaal premier Yves Leterme kabinetsmedewerker van Breyne, toen die volksvertegenwoordiger was. In februari 1988 werd hij minister van Huisvesting in de Vlaamse Regering. Hij vervulde de functie tot in oktober van dat jaar. Een nationaal regeerakkoord voorzag in een proportioneel samengestelde regio-executieve waardoor de CVP portefeuilles moest inleveren. Na de verkiezingen van 1995 werd het cumulverbod binnen de CVP opgeheven en werd hij burgemeester van Ieper. Hij bleef dit tot aan zijn benoeming als gouverneur.

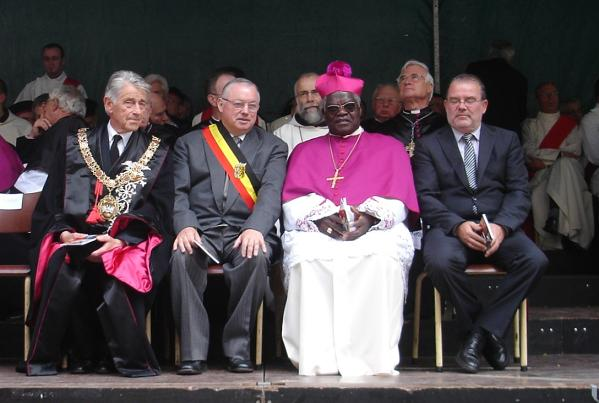
Paul Breyne (midden) in Brugge op de tribune tijdens het voorbijtrekken van de Heilig-Bloedprocessie in 2007

## Gouverneur
Op 1 juni 1997 werd Breyne gouverneur van West-Vlaanderen en Leterme volgde hem op in de Kamer van volksvertegenwoordigers. De Vlaamse regering verlaagde de leeftijdsgrens voor gouverneurs van 67 jaar naar 65. Aangenomen werd dat politieke motieven een rol speelden om een nieuwe gouverneur van een andere kleur in Limburg te benoemen. De leeftijdsgrens gold voor alle gouverneurs en toen Breyne op 10 januari 2012 de pensioenleeftijd bereikte, werd hij 1 februari 2012 opgevolgd door Vlaams volksvertegenwoordiger Carl Decaluwe, benoemd op 16 december 2011.

## Commissaris-generaal herdenking Eerste Wereldoorlog
In november 2011 wees de federale regering (voorgezeten door Yves Leterme) Breyne aan tot commissaris-generaal belast met de federale coördinatie van de plechtigheden voor de herdenking van de Eerste Wereldoorlog. Zijn officiële benoeming vond plaats in maart 2012.
In een eerste verklaring zei hij de juiste toon voor de herdenkingen te zoeken: Geen triomfalisme, niet te commercieel, geen wapengekletter. Op 15 oktober 2014 werd een nationale herdenkingsceremonie georganiseerd in aanwezigheid van de staats- en regeringsleiders van de betrokken landen. Evenementen vonden plaats in Brussel, Ieper en Luik. Tussen 2014 en 2018 werden culturele, artistieke, historische en wetenschappelijke projecten uitgewerkt volgens een meerjarig programma op federaal niveau, samen met de gewesten, de gemeenschappen en de buurlanden.
Op 24 juni 2017 werd in het bijzijn en onder grote belangstelling van Paul Breyne het Herdenkingsmonument "Bloemen tegen het vergeten" onthuld, nabij het Lange Max Museum.

## Onderscheidingen
- 1999: Grootofficier in de Leopoldsorde, door koning Albert.[2]
- 2019: Grootkruis in de Kroonorde, door koning Filip.[3]
- 2019: Honorary Officer of the Most Excellent Order of the British Empire.